# Nationalstraße 108 (China)
Die chinesische Nationalstraße 108 (chinesisch 108国道, Pinyin 108 Guódào, englisch China National Highway 108), chin. Abk. G108, ist eine 3.356 km lange Fernstraße auf dem Gebiet der regierungsmittelbaren Stadt Peking sowie in den Provinzen Hebei, Shanxi, Shaanxi, Sichuan und Yunnan. Sie führt von der Hauptstadt Peking (Beijing) über Laiyuan, Fanshi, Taiyuan, Lingshi und Heyang in die Metropole Xi’an. Von dort führt sie über Chenggu, Mianyang, Mingshan, Mianning, Huili, Yuanmou, Wuding und Luquan in die Provinzhauptstadt Kunming.